# Doctorul și soția doctorului
„Doctorul și soția doctorului” (în engleză The Doctor and the Doctor's Wife) este o povestire din 1925 a scriitorului american Ernest Hemingway.